# 切尔卡索夫
切尔卡索夫（羅馬化：Cherkasov）是俄罗斯姓氏。该姓源自单词черкас，是指代北高加索和黑海地区的居民（哥萨克人）的称谓。著名人物包括：
- 安德烈·切尔卡索夫，苏联和俄罗斯网球运动员
- 尼古拉·切尔卡索夫，苏联电影演员

|  | 本页或本分段罗列了姓氏为「切尔卡索夫」的人物。 如果是一个指代特定个人的内链将您引导到本页，請考慮修正該人物的名字以將链接指向正確的條目。 |